# غابرييل روميرو
غابرييل روميرو (بالإسبانية: Gabriel Romero)‏ هو لاعب كرة قدم أرجنتيني في مركز الوسط، ولد في 5 يناير 1994 في مدينة وهران، سالتا في الأرجنتين. لعب مع نادي أتليتكو للبنين ‏.

## وصلات خارجية
- غابرييل روميرو على موقع قاعدة بيانات كرة القدم.إي يو (الإنجليزية)
- غابرييل روميرو على موقع Soccerway.com (الإنجليزية)